# Почтовый Яр
Почто́вый Яр — хутор в Родионово-Несветайском районе Ростовской области.
Входит в состав Большекрепинского сельского поселения.

## Население
| 2010 |
| ---- |
| 152  |

## Улицы
На хуторе имеются две улицы: Колхозная и Центральная.